# MOA-2007-BLG-400Lb
MOA-2007-BLG-400Lb – planeta pozasłoneczna typu gazowy olbrzym o masie 0,6-1,1 MJ orbitująca wokół gwiazdy MOA-2007-BLG-400L, położonej ok. 6000 parseków (20 tysięcy lat świetlnych) od Ziemi. Planetę wykryła grupa poszukująca planet o nazwie MicroFUN przy użyciu metody mikrosoczewkowania grawitacyjnego. Zjawisko o nazwie MOA-2007-BLG-400, w którym znaleziono planetę, odkryte zostało w ramach programu MOA 5 września 2007 roku, natomiast anomalia planetarna pojawiła się 10 września 2007 roku i zaobserwowana została przez 1,3-metrowy teleskop w Chile. Publikacja odkrycia ukazała się 20 czerwca 2009 w prestiżowym czasopiśmie naukowym Astrophysical Journal. W odkryciu brali udział polscy astronomowie z grup MicroFUN i OGLE.